# Bruno Palli
Bruno Palli (* 29. Juli 1991 in Maracay) ist ein venezolanischer Automobilrennfahrer.

## Karriere
Palli begann seine Motorsportkarriere im Kartsport. 2008 wechselte er in den Formelsport und wurde mit einem Sieg Vierter der venezolanischen Formel Ford 1600. 2009 verließ Palli Venezuela und machte seine ersten Erfahrungen im europäischen Motorsport. Er trat für Campos Racing in der European F3 Open an. Während sein Teamkollege Bruno Méndez den Meistertitel gewann, wurde Palli 22. in der Fahrerwertung. Darüber hinaus nahm er in diesem Jahr an einem Rennen der venezolanischen Formel Ford 1600 teil.
Nachdem Palli wieder in den Kartsport zurückgekehrt war, wechselte er 2012 erneut in den Formelsport. Diesmal trat er in Nordamerika an. Im Rahmen eines Förderungsprojekts von E. J. Viso erhielt er bei Juncos Racing ein Cockpit in der Star Mazda Series. Dort erreichte er mit einem fünften Platz als bestem Ergebnis den zwölften Platz in der Fahrerwertung. Darüber hinaus debütierte Palli 2012 für Juncos Racing in der Indy Lights und nahm dort an einem Rennen teil.

## Statistik

### Karrierestationen
- 2008: Venezolanische Formel Ford 1600 (Platz 4)
- 2009: European F3 Open (Platz 22)
- 2009: Venezolanische Formel Ford 1600 (Platz 7)
- 2012: Star Mazda Series (Platz 12)
- 2012: Indy Lights (Platz 24)